# Maximilian Loewy
Maximilian Loewy (5. ledna 1875 Zádub-Závišín, německy Hohendorf bei Marienbad – 16. ledna 1948 Mariánské Lázně) byl česko-rakouský lékař a univerzitní profesor židovského původu, kterému se během druhé světové války podařilo uniknout holokaustu. Zabýval se obory jako jsou psychiatrie, neurologie, balneologie a psychoanalýza. .

## Život
Maximilian Loewy po absolvování gymnázia pokračoval ve studiu medicíny na univerzitách ve Štrasburku a Praze. Po promoci působil přes léto jako lázeňský lékař a psychiatr v Mariánských lázních a v zimních měsících na psychiatrické klinice v Praze. V letech 1912 až 1914 pracoval jako neurolog v Helwánu u Káhiry. Během první světové války byl v letech 1914 až 1918 plukovním lékařem Rakousko-uherské armády a byl několikrát vyznamenán, získal mimo jiné i Karlův vojenský kříž. Od roku 1919 byl soukromým docentem v Praze a od roku 1924 řádným profesorem neurologie a psychiatrie na Karlově univerzitě. Loewy publikoval nejméně 64 vědeckých prací. Jeho manželství s Paulou, roz. Scheier (* 17. ledna 1883) bylo bezdětné.
Pro svůj židovský původ byl deportován do terezínského ghetta, kam dorazil 7. května 1942. Loewy byl v ghettu považován za „prominenta“ a zde byl také 8. května 1945 osvobozen, když sem dorazily jednotky Rudé armády. Vrátil se do Mariánských Lázní, kde 16. ledna 1948 zemřel.